# Nucras holubi
Nucras holubi — вид ящірок родини ящіркових (Lacertidae). Мешкає в Південній Африці.

## Поширення і екологія
Nucras holubi мешкають в Зімбабве, Ботсвані, на північному сході, півночі і в центрі ПАР та в Лесото. Вони живуть на сухих луках, в саванах та на пасовищах, в піщаних і кам'янистих місцевостях. Зустрічаються на висоті від 150 до 1500 м над рівнем моря.